# Cogt-Ocziryn Namuunceceg
Cogt-Ocziryn Namuunceceg (mong. Цогт-Очирын Намуунцэцэг; ur. 31 marca 1996) – mongolska zapaśniczka walcząca w stylu wolnym. Olimpijka z Tokio 2020, gdzie zajęła piąte miejsce w kategorii 50 kg. Zajęła dziewiętanste miejsce mistrzostwach świata w 2019 roku. 
Dziewiąta na igrzyskach azjatyckich w 2022. Wicemistrzyni Azji w 2022. Trzecia w Pucharze Świata w 2018 i czwarta w 2019. 
Trzecia na MŚ U-23 w 2018. Wygrała mistrzostwa Azji U-23 w 2019. Wicemistrzyni Azji juniorów w 2016 i trzecia w 2015. Wicemistrzyni świata kadetów w 2011 roku.